# Sorbus rikuchuensis
Sorbus rikuchuensis är en rosväxtart som beskrevs av Tomitaro Makino. Sorbus rikuchuensis ingår i släktet oxlar, och familjen rosväxter. Inga underarter finns listade i Catalogue of Life.